# Pseudogobiopsis tigrellus
Pseudogobiopsis tigrellus — вид риб родини оксудеркових (Oxudercidae). Ендемік Індонезії. Риба сягає максимальної довжини 2,3 см. Придонна, прісноводна, тропічна риба. Поширена в річці Мамберамо, в провінції Папуа, Індонезія.